# Copa Panamericana de Voleibol Femenino de 2013
La XII Copa Panamericana de Voleibol Femenino se celebrará del 10 de junio al 16 de junio de 2013 por primera vez en Sudamérica, enLima,  Perú. El torneo cuenta con la participación de 8 selecciones nacionales de la NORCECA y 4 de la Confederación Sudamericana de Voleibol.
Este campeonato clasifican al Grand Prix del 2014 los 4 mejores ubicados de la NORCECA y los 2 mejores ubicados de CSV.

## Equipos participantes
NORCECA (Confederación del Norte, Centroamérica y del Caribe):
- Estados Unidos
- República Dominicana
- Cuba
- Puerto Rico
- México
- Costa Rica
- Canadá
- Trinidad y Tobago

CSV (Confederación Sudamericana de Vóley):
- Perú1
- Brasil
- Argentina
- Colombia

1 Clasificado directamente como el país anfitrión.

## Grupos
| Grupo A           | Grupo B    | Grupo C              |
| ----------------- | ---------- | -------------------- |
| Estados Unidos    | Perú       | Brasil               |
| Puerto Rico       | Cuba       | República Dominicana |
| Argentina         | Canadá     | México               |
| Trinidad y Tobago | Costa Rica | Colombia             |

## Primera Fase

### Grupo A (Callao)

#### Resultados
| Fecha    | Encuentro                          | Resultado | Set   | Set   | Set   | Set   | Set   | Puntuación total |
| Fecha    | Encuentro                          | Resultado | 1     | 2     | 3     | 4     | 5     | Puntuación total |
| -------- | ---------------------------------- | --------- | ----- | ----- | ----- | ----- | ----- | ---------------- |
| 10-06-13 | Argentina - Puerto Rico            | 3-0       | 25-23 | 25-21 | 25-15 | -     | -     | 75-59            |
| 10-06-13 | Estados Unidos - Trinidad y Tobago | 3-0       | 25-13 | 25-12 | 25-13 | -     | -     | 75-38            |
| 11-06-13 | Argentina - Trinidad y Tobago      | 3-0       | 25-23 | 25-18 | 25-11 | -     | -     | 75-52            |
| 11-06-13 | Estados Unidos - Puerto Rico       | 3-2       | 28-30 | 23-25 | 25-14 | 25-17 | 15-13 | 116-99           |
| 12-06-13 | Puerto Rico - Trinidad y Tobago    | 3-0       | 25-19 | 25-18 | 25-12 | -     | -     | 75-49            |
| 12-06-13 | Estados Unidos - Argentina         | 3-0       | 25-17 | 25-19 | 25-22 | -     | -     | 75-58            |

#### Clasificación
| Pos | Equipo            | PJ | PG | PP | SF | SC | PTS |
| --- | ----------------- | -- | -- | -- | -- | -- | --- |
| 1   | Estados Unidos    | 3  | 3  | 0  | 9  | 2  | 13  |
| 2   | Argentina         | 3  | 2  | 1  | 6  | 3  | 10  |
| 3   | Puerto Rico       | 3  | 1  | 2  | 5  | 3  | 7   |
| 4   | Trinidad y Tobago | 3  | 0  | 2  | 0  | 9  | 0   |

### Grupo B (Iquitos)

#### Resultados
| Fecha    | Encuentro           | Resultado | Set    | Set    | Set   | Set   | Set   | Puntuación total |
| Fecha    | Encuentro           | Resultado | 1      | 2      | 3     | 4     | 5     | Puntuación total |
| -------- | ------------------- | --------- | ------ | ------ | ----- | ----- | ----- | ---------------- |
| 10-06-13 | Cuba - Canadá       | 3-2       | 21-25  | 20-25  | 25-21 | 25-20 | 15-13 | 106-104          |
| 10-06-13 | Perú - Costa Rica   | 3-0       | 25-19  | 25-18  | 25-16 | -     | -     | 75-53            |
| 11-06-13 | Cuba - Costa Rica   | 3-0       | 25-20  | 25-14  | 25-17 | -     | -     | 75-51            |
| 11-06-13 | Perú - Canadá       | 2-3       | 19-25  | 25-22  | 20-25 | 25-20 | 12-15 | 100-107          |
| 12-06-13 | Canadá - Costa Rica | 3-0       | 25 -16 | 25 -20 | 25-17 | -     | -     | 75-53            |
| 12-06-13 | Perú - Cuba         | 2-3       | 25-19  | 21-25  | 25-20 | 22-25 | 12-15 | 75-52            |

#### Clasificación
| Pos | Equipo     | PJ | PG | PP | SF | SC | PTS |
| --- | ---------- | -- | -- | -- | -- | -- | --- |
| 1   | Cuba       | 3  | 3  | 0  | 8  | 4  | 14  |
| 2   | Canadá     | 3  | 2  | 1  | 8  | 5  | 13  |
| 3   | Perú       | 3  | 1  | 2  | 7  | 6  | 12  |
| 4   | Costa Rica | 3  | 0  | 3  | 0  | 9  | 3   |

### Grupo C (Huacho)

#### Resultados
| Fecha    | Encuentro                       | Resultado | Set   | Set   | Set   | Set   | Set | Puntuación total |
| Fecha    | Encuentro                       | Resultado | 1     | 2     | 3     | 4     | 5   | Puntuación total |
| -------- | ------------------------------- | --------- | ----- | ----- | ----- | ----- | --- | ---------------- |
| 10-06-13 | Colombia - México               | 0-3       | 18-25 | 23-25 | 16-25 | -     | -   | 57-75            |
| 10-06-13 | Brasil - República Dominicana   | 1-3       | 25-21 | 20-25 | 21-25 | 33-35 | -   | 99-106           |
| 11-06-13 | República Dominicana - Colombia | 3-0       | 25-19 | 25-14 | 25-21 | -     | -   | 75-53            |
| 11-06-13 | Brasil - México                 | 3-1       | 23-25 | 25-16 | 25-21 | 25-15 | -   | 98-77            |
| 12-06-13 | República Dominicana - México   | 3-0       | 25-17 | 25-13 | 25-18 | -     | -   | 75-48            |
| 12-06-13 | Brasil - Colombia               | 3-0       | 25-11 | 25-23 | 25-18 | -     | -   | 75-52            |

#### Clasificación
| Pos | Equipo               | PJ | PG | PP | SF | SC | PTS |
| --- | -------------------- | -- | -- | -- | -- | -- | --- |
| 1   | República Dominicana | 3  | 3  | 0  | 9  | 1  | 14  |
| 2   | Brasil               | 3  | 2  | 1  | 7  | 4  | 10  |
| 3   | México               | 3  | 1  | 2  | 4  | 6  | 6   |
| 4   | Colombia             | 3  | 0  | 3  | 0  | 9  | 0   |

## Fase final

### Final 1.º y 4.º puesto
|  |                                                             |
|  | Clasificación directa a semifinales por el 1° al 4° puesto. |
|  | Clasificación a cuartos de final por el 1° al 4° puesto.    |

|  | Cuartos de final      | Cuartos de final |                        |                        | Semifinales     | Semifinales |  |  | Final           | Final |
|  |                       |                  |                        |                        |                 |             |  |  |                 |       |
|  |                       |                  |                        |                        |                 |             |  |  |                 |       |
|  |                       |                  |                        |                        |                 |             |  |  |                 |       |
|  | Estados Unidos        |                  |                        |                        |                 |             |  |  |                 |       |
|  | 15-06-13 - Lima       |                  |                        |                        |                 |             |  |  |                 |       |
|  | Directo a Semifinales |                  |                        |                        |                 |             |  |  |                 |       |
|  | Estados Unidos        | 3                |                        |                        |                 |             |  |  |                 |       |
|  | Estados Unidos        | 3                | 14-06-13 – Lima        |                        |                 |             |  |  |                 |       |
|  |                       | Brasil           | 0                      |                        |                 |             |  |  |                 |       |
|  | Brasil                | Brasil           | 0                      | 3                      |                 |             |  |  |                 |       |
|  | Brasil                |                  | 16-06-13 - Lima        | 3                      |                 |             |  |  |                 |       |
|  | Canadá                | 2                |                        |                        |                 |             |  |  |                 |       |
|  | Canadá                | 2                | Estados Unidos         | 3                      |                 |             |  |  |                 |       |
|  |                       |                  | Estados Unidos         | 3                      |                 |             |  |  |                 |       |
|  |                       | Rep. Dominicana  | 0                      |                        |                 |             |  |  |                 |       |
|  | Rep. Dominicana       | Rep. Dominicana  | 0                      |                        |                 |             |  |  |                 |       |
|  | 15-06-13 - Lima       |                  |                        |                        |                 |             |  |  |                 |       |
|  | Directo a Semifinales |                  |                        |                        |                 |             |  |  |                 |       |
|  | Rep. Dominicana       | 3                | Tercer y cuarto puesto | Tercer y cuarto puesto |                 |             |  |  |                 |       |
|  | Rep. Dominicana       | 3                | Tercer y cuarto puesto | Tercer y cuarto puesto | 14-06-13 – Lima |             |  |  |                 |       |
|  |                       | Argentina        | 0                      |                        |                 |             |  |  |                 |       |
|  | Argentina             | Argentina        | 0                      | 3                      | Argentina       | 3           |  |  |                 |       |
|  | Argentina             |                  |                        | 3                      | Argentina       | 3           |  |  |                 |       |
|  | Cuba                  | 0                |                        | Brasil                 | 0               |             |  |  |                 |       |
|  | Cuba                  | 0                |                        |                        | 0               |             |  |  |                 |       |
|  |                       |                  |                        |                        |                 |             |  |  | 16-06-13 - Lima |       |
|  |                       |                  |                        |                        |                 |             |  |  |                 |       |

#### Resultados
| Fase             | Fecha    |                 | Resultado |                | Set    | Set   | Set   | Set   | Set  | Puntuación Total |
| Fase             | Fecha    | 1               | Resultado | 2              | 3      | 4     | 5     |       |      | Puntuación Total |
| ---------------- | -------- | --------------- | --------- | -------------- | ------ | ----- | ----- | ----- | ---- | ---------------- |
| Cuartos de final | 14-06-13 | Argentina       | 3 - 0     | Cuba           | 26-24  | 25-22 | 25-23 | -     |      | 76-69            |
| Cuartos de final | 14-06-13 | Brasil          | 3-2       | Canadá         | 25-20  | 23-25 | 25-13 | 20-25 | 15-9 | 108-92           |
| Semifinal        | 15-06-13 | Brazil          | 0 - 3     | Estados Unidos | 11-25  | 20-25 | 22-25 | -     | -    | 75-53            |
| Semifinal        | 15-06-13 | Rep. Dominicana | 3 - 0     | Argentina      | 25-18  | 25-18 | 25-11 | -     | -    | 75-47            |
| 3°Puesto         | 16-06-13 | Brasil          | 0 - 3     | Argentina      | 23 -25 | 22-25 | 15-25 | -     | -    | 60-75            |
| Final            | 16-06-13 | Rep. Dominicana | 0 - 3     | Estados Unidos | 12-25  | 17-25 | 14-25 | -     | -    | 50-75            |

### Final 5.º y 8.º puesto
|  | Semifinales     | Semifinales     |   |                 | Final           | Final |  |
|  |                 |                 |   |                 |                 |       |  |
|  |                 |                 |   |                 |                 |       |  |
|  | 15-06-13 – lima |                 |   |                 |                 |       |  |
|  | Perú            | 1               |   |                 |                 |       |  |
|  | Cuba            | 3               |   |                 |                 |       |  |
|  |                 |                 |   |                 |                 |       |  |
|  |                 |                 |   |                 | 16-06-13 – lima |       |  |
|  |                 |                 |   |                 | Cuba            | 2     |  |
|  |                 | Puerto Rico     | 3 |                 |                 |       |  |
|  |                 |                 |   |                 |                 |       |  |
|  |                 |                 |   |                 |                 |       |  |
|  |                 |                 |   |                 | Tercer lugar    |       |  |
|  | 15-06-13 – lima | 15-06-13 – lima |   | 16-06-13 – lima | 16-06-13 – lima |       |  |
|  | Puerto Rico     | 3               |   | Perú            | 0               |       |  |
|  | Canadá          | 1               |   |                 | Canadá          | 3     |  |

#### Resultados
| Fecha    |             | Resultado |             | Set   | Set   | Set   | Set   | Set  | Puntuación Total |
| Fecha    | 1           | Resultado | 2           | 3     | 4     | 5     |       |      | Puntuación Total |
| -------- | ----------- | --------- | ----------- | ----- | ----- | ----- | ----- | ---- | ---------------- |
| 15-06-13 | Perú        | 1 - 3     | Cuba        | 25-18 | 16-25 | 15-25 | 16-25 |      | 72-93            |
| 15-06-13 | Puerto Rico | 3 - 1     | Canadá      | 27-25 | 18-25 | 25-17 | 25-19 | -    | 95-86            |
| 16-06-13 | Perú        | 0 - 3     | Canadá      | 21-25 | 14-25 | 19-25 | -     |      | -                |
| 16-06-13 | Cuba        | 2 - 3     | Puerto Rico | 26-24 | 25-18 | 18-25 | 15-22 | 9-15 | 100-1007         |

### Final 9.º y 10.º puesto

#### Resultados
| Fecha    | Encuentro                    | Resultado | Set   | Set   | Set   | Set   | Set   | Puntuación total |
| Fecha    | Encuentro                    | Resultado | 1     | 2     | 3     | 4     | 5     | Puntuación total |
| -------- | ---------------------------- | --------- | ----- | ----- | ----- | ----- | ----- | ---------------- |
| 16-06-13 | Trinidad y Tobago - Colombia | 2 - 3     | 25-19 | 25-13 | 18-25 | 14-25 | 13-15 | 95-97            |

### Final 11.º y 12.º puesto

#### Resultados
| Fecha    | Encuentro           | Resultado | Set   | Set   | Set   | Set   | Set | Puntuación total |
| Fecha    | Encuentro           | Resultado | 1     | 2     | 3     | 4     | 5   | Puntuación total |
| -------- | ------------------- | --------- | ----- | ----- | ----- | ----- | --- | ---------------- |
| 16-06-13 | México - Costa Rica | 1 - 3     | 25-27 | 25-23 | 22-25 | 21-25 | -   | 93-100           |

## Posiciones Finales
| Pos | Equipo               |
| --- | -------------------- |
|     | Estados Unidos       |
|     | República Dominicana |
|     | Argentina            |
| 4   | Brasil               |
| 5   | Puerto Rico          |
| 6   | Cuba                 |
| 7   | Canadá               |
| 8   | Perú                 |
| 9   | Colombia             |
| 10  | Trinidad y Tobago    |
| 11  | Costa Rica           |
| 12  | México               |

## Podio
| País                      |
| Campeón                   |
| Estados Unidos Nº3 Título |

| País                   |
| Sub-Campeón            |
| República Dominicana · |

| País      |
| 3º Lugar  |
| Argentina |